# Nickelodeon América Latina
Nickelodeon América Latina (em espanhol, Nickelodeon Latinoamérica) é um canal de televisão a cabo e satélite, e é uma versão da Nickelodeon original. É orientada para a América Latina e Caribe, que tem o público alvo principal adolescentes e crianças. É uma propriedade da Paramount Networks Americas, subsidiária da Paramount International Networks. O canal foi lançado em 20 de dezembro de 1996. Inclui programas originais como Skimo, Isa TKM e o sucessor Isa TK+. O canal teve um serviço on demand chamado, Nick Turbo (uma versão do americano TurboNick). O canal em alta definição foi lançado em 1 de junho de 2011. A partir de 17 de outubro de 2023, o canal, em português e espanhol, é operado na Europa, como parte do sinal transcontinental Nickelodeon Global, com sede em Londres, Reino Unido.

## Feeds
A Nickelodeon América Latina possui três sinais (dois em espanhol, e um em português):  
México:  o sinal tem sede no México e sua programação é exibida só para esse país. O horário de referência é da Cidade do México (UTC-6). Anteriormente, era um sinal pan-regional compartilhado com a Colômbia, Venezuela, América Central e com outros países sul-americanos. 
Pan-regional: foi criado em 2012 devido à separação do México. A programação é exibida para Colômbia, Venezuela, Chile, Peru, Equador, Panamá, Bolívia, Caribe e América Central e desde abril de 2023 também para Argentina, Uruguai e Paraguai devido à fusão com o Sinal Sul baseado na Argentina.   Os horários de referência são: Bogotá, Colômbia (UTC-5),  Santiago do Chile (UTC-4/-3 DST) e Buenos Aires Argentina (UTC-3) 

Brasil: No Brasil tem um sinal exclusivo com o nome Nickelodeon Brasil tem sede em São Paulo, transmite com áudio em português brasileiro. O horário de referência é Brasília (UTC-3).  

## História
O canal foi lançado em 20 de dezembro de 1996 na América Latina como um canal orientado para desenhos e crianças, destinado a ser o principal concorrente do Cartoon Network, que foi lançado três anos antes. Outra razão é que era perfeito fazer um canal para garotos, pois havia poucos no continente. Em 2000, a Nickelodeon lançou o seu site oficial para a região, o MundoNick.com, permitindo que as crianças votem nos seus desenhos favoritos, em especiais nos blocos "Nick VS Nick", "InterNick" e "ClickNick". Uma rádio de banda larga também foi lançada, mas acabou sendo substituída pelo site do Nick Jr. Em 5 de abril de 2010, a Nickelodeon América Latina começou a carregar um novo logo para a Nick (também para o Nick Jr. e Nick at Nite), já em uso por outras de suas redes espalhadas pelo mundo. Também nessa data, o bloco de Nicktoons clássicos se fusionou com o bloco Nick at Nite, sinalizando a volta de novas rebrandagens e a volta da semana completa. Viacom esta trabalhando no site.
Em 29 de agosto de 2023, quase 6 meses após sua mudança de marca nos Estados Unidos, a Nickelodeon mudou a marca para a era splat durante o Kids Choice Awards Mexico 2023.
Em 17 de outubro de 2023, a Nickelodeon (apenas Feeds 2 e 3) se deslocou e passou a usar alguns ativos europeiaexceto para o feed do México (Feed 1). Os trailers agora não têm texto e os créditos finais no Feed 2 são substituídos por créditos curtos, indicando o nome do programa, produtora e ano, enquanto os créditos finais no Feed 3 são substituídos por créditos curtos junto com créditos de dublagem, o que é diferente da Europa e Feed 2, semelhante aos canais Nickelodeon na Europa. No entanto, ainda mantém algumas localizações, como anúncios, texto localizado em trailers selecionados e opt-outs para programação local, como Marcelo Marmelo Martelo em todos os feeds. Isto é resultado da deslocalização de Nick Jr. em 19 de setembro de 2023.